# Audun Hugleiksson

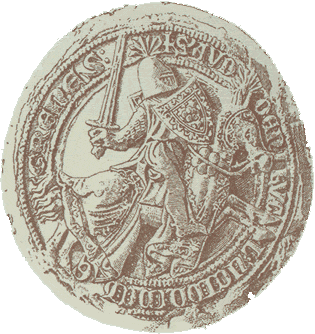
Audun Hugleikssons sigill.

Audun Hugleiksson, ofta med tillnamnet Hestakorn, havre, född cirka 1240, död 2 december 1302, var en norsk länsherre från Jølster i nuvarande Sunnfjord. Hugleiksson fungerade som juridisk rådgivare åt kung Magnus Lagaböter innan han fick Tønsberg som förläning. Som kung Eirik Prästhatares sändebud reste Hestakorn till Skottland och Frankrike på 1290-talet. Han utlovade att Norge skulle bistå Frankrike i händelse av krig och mottog för detta en större summa pengar. Detta anfördes mot Hugleiksson i en rättegång 1299 då han dömdes skyldig till förräderi. Han dömdes till döden. Domen verkställdes 1302 genom hängning i Bergen. Norska kronan konfiskerade hans egendomar.